# واسیلیویچی
واسیلیویچی (به لاتین: Vasiljevići) یک منطقهٔ مسکونی در مونته‌نگرو است که در شهرداری نیکشیچ واقع شده‌است. واسیلیویچی ۱۱۶ نفر جمعیت دارد.